# Valérie Lagrange
Pour les articles homonymes, voir Lagrange et Charaudeau.
Valérie Lagrange, nom de scène de Danielle Charaudeau, née le 25 février 1942 à Paris 18e, est une autrice-compositrice-interprète, actrice et écrivaine française. Parmi ses principaux rôles au cinéma, elle passe d'un cinéma académique conventionnel, à la nouvelle vague et au cinéma d'auteur. On note La Jument verte de Claude Autant-Lara durant son adolescence puis elle joue pour des réalisateurs reconnus comme les Français Jean-Luc Godard, Philippe de Broca, Claude Lelouch, Jacques Deray, Michel Boisrond, Roger Vadim, Nadine Trintignant, Philippe Garrel ou plus récemment, Emmanuelle Bercot. Brièvement, elle est également choisie par des réalisateurs étrangers comme l'Américain André de Toth, l'Allemand Barbet Schroeder ou encore le Polonais Andrzej Żuławski. Comme chanteuse puis autrice-compositrice-interprète, elle franchit la période Yéyé des années 1960 puis s'oriente vers un style plus pop-rock. Au tout début des années 1980, elle entame ainsi une carrière plus rock et obtient un succès populaire avec sa chanson Faut plus me la faire assortie d'un album salué par la critique. Elle signe plus d'une vingtaine de disques.

## Biographie

### Les débuts
À la fin des années 1950, elle est touchée par des nouveaux courants qui arrivent des États-Unis, que ce soient le rock 'n' roll d'Elvis Presley ou la fureur de vivre de James Dean. C'est dans un film français, La Jument verte, du réalisateur Claude Autant-Lara, qu'elle fait ses débuts à l'âge de 17 ans, en 1959 aux côtés de Bourvil. Après avoir tourné dans ce film, où plusieurs scènes se déroulent dans une grange, elle prend comme pseudonyme : Lagrange.
Elle enchaîne avec des films comme Le Gigolo, Hardi ! Pardaillan et Les Tribulations d'un Chinois en Chine, mais monte aussi sur les planches le temps de jouer dans Le Misanthrope. Claude Lelouch lui donne, en 1966, un rôle dans Un homme et une femme. 

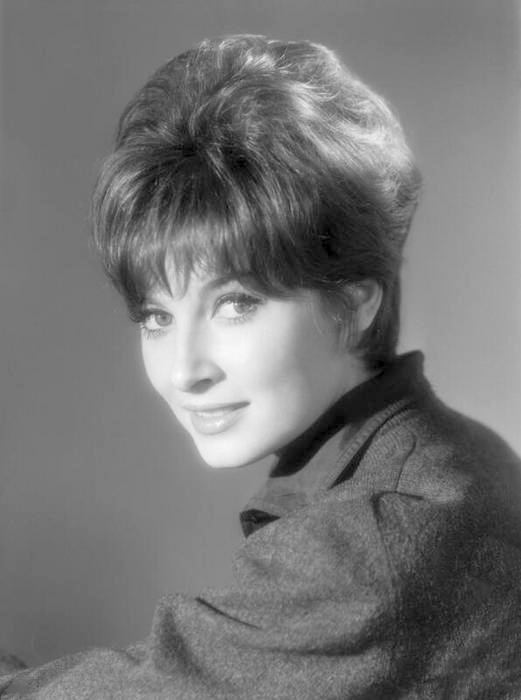
Valérie Lagrange en 1960 (Studio Harcourt).

Parallèlement, elle enregistre plusieurs super 45 tours et connaît le succès avec La Guerilla de Serge Gainsbourg, Encore un jour de notre amour et Le Même jour de Pierre Barouh et Francis Lai. Mais elle est à l'écoute d'autres voix, celles des protest singers américains, notamment Bob Dylan et Joan Baez. Elle découvre également le Rhythm and blues d'Otis Redding et de Wilson Pickett. En 1963, elle double Sabine Sinjen en français pour le film Les Tontons flingueurs.
Elle pose pour le premier numéro du magazine de charme Lui en novembre 1963 dont la photographie de couverture est réalisée par son mari, Serge Beauvarlet.

### La chanson et les milieux hippies

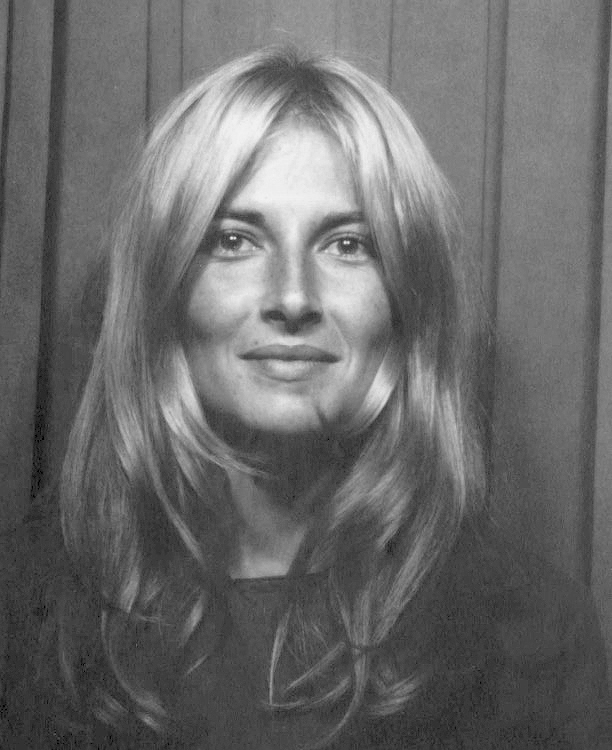
Valérie Lagrange à la fin des années 1960. Photo d'identité (Sacem).

L'après-Mai 68 est décisif pour Lagrange qui abandonne l'industrie du spectacle qu'elle ne réintégrera jamais plus vraiment. C'est sa « parenthèse enchantée », le temps de la vie communautaire et des voyages hippies initiatiques. En Europe, c'est l'époque des festivals pop et psychédéliques d'Amougies et de Wight auxquels Lagrange assiste. À la suite d'une manifestation lycéenne, elle enregistre avec les musiciens d'Elton John un titre Si ma chanson pouvait (1970).
Elle va en Nouvelle-Guinée pour jouer dans le film emblématique du mouvement hippie, La Vallée, de Barbet Schroeder (1972). À peine revenue du tournage — mouvementé — de ce long métrage, elle est programmée au premier festival de Bièvres, seul « festival pop entièrement gratuit » de ces années-là. Elle est l'une des deux têtes d'affiche, avec Maxime Le Forestier qui y donne son premier grand concert. Elle séjourne aussi en Provence et aux îles Baléares. Ses pas la mènent également en Inde et en Italie. Lagrange se reconnaît comme une sœur spirituelle de Jack Kerouac.

### Rencontre avec Ian Jelfs
En 1973, pendant une soirée au château d'Hérouville, elle rencontre le jeune guitariste Louis Bertignac avec qui elle a une relation. Grâce à cela, son amant devient guitariste de Jacques Higelin. Plus tard, en 1975, Bertignac lui présente son ami Jean-Louis Aubert avec qui elle aura également une liaison. Le trio vit pendant quelques mois en colocation dans un appartement du quartier de la Bastille appartenant à Bernard et David Guetta.
En 1975, elle fait une rencontre capitale, celle d'un « ange tombé du ciel » à qui elle va « dévouer sa vie », une prémonition de 1973 : le brillant guitariste anglais Ian Jelfs du groupe Alice. Jelfs et Lagrange partent en tournée avec Graeme Allwright et interprètent des chansons de Leonard Cohen, de Bob Dylan et de Donovan. Ce sont ensuite les premiers concerts « dans la rue et les restaurants » de Jelfs et de Lagrange et leurs repas au Bouillon Chartier. Elle tourne avec son ami Claude Lelouch : Le Chat et la Souris, Le Bon et les Méchants, Si c'était à refaire. Avec son amant Jean-Louis Aubert et son nouveau compagnon Ian Jelfs, elle forme un groupe à trois le temps de quelques concerts. Ils jouent des reprises de rock, du rhythm and blues, mais aussi le reggae de Bob Marley. C'est le début des années punk, le « No Future ». Le groupe se sépare avant de passer des vacances ensemble à Ibiza. Jean-Louis Aubert laisse le couple continuer seul et part fonder son prochain groupe avec Louis Bertignac, Téléphone.

### Succès et engagements
En 1979, grâce à l'éditeur Philippe Constantin, leurs maquettes musicales sont présentées au directeur de Virgin à Londres, Richard Branson. C'est le début d'un conte de fées avec la première production française de Virgin à la suite du contrat signé par Jelfs et Lagrange le 13 juillet 1979, l'album Valérie Lagrange est produit par Mike Howlett, bassiste du groupe Gong. C'est avec le groupe anglais The Sinceros qu'ils enregistrent à Londres leur album qui sort en mars 1980. La chanson Faut plus me la faire est un tube, le solo de guitare y est joué par Steve Hillage aussi de Gong. Et c'est un disque d'or pour fêter la création de Virgin France qui ouvre ses bureaux à Paris la même année. Les albums s'enchaînent. Cela n'empêche pas Lagrange de rester attentive aux causes humanitaires. C'est elle qui est à l'origine, en 1985, du disque SOS Éthiopie du collectif français Chanteurs sans frontières conduit par Renaud.

### Les épreuves
Cependant les albums de Lagrange n'ont pas les faveurs de la nouvelle équipe de Virgin France et son contrat est résilié en 1986. C'est le retour « sur la route ». Pour Lagrange, ce sont des prestations épisodiques théâtrales avec Les Loups à Lyon et cinématographiques avec Mes nuits sont plus belles que vos jours. Mais pour Ian Jelfs, son compagnon, c'est une descente aux enfers de l'alcool. Le 13 décembre 1989, à la suite d'une absorption massive d'alcool et de calmants, il sombre dans un coma profond de trois semaines, veillé par Lagrange, et se réveille tétraplégique et muet. Elle se consacre alors totalement à sa lente rééducation.

### Le retour
Le retour de Lagrange à la chanson, désormais sans Ian, est très difficile. Cependant, elle rencontre Benjamin Biolay en 2000, ils collaborent durant plusieurs mois à l'album Fleuve Congo qui paraît en avril 2003 avec, en préface, les aveux de Lagrange « Je crois en l'homme », sa déclaration à Ian Mon amour pour toi, et un hommage à son compagnon de route de toujours, Kerouac. Elle est nommée en février 2004 aux Victoires de la musique comme artiste féminine de l'année. Lagrange parraine aussi, avec le « hippie Sylvain », le premier Festival Hippie organisé en France à Saint-Jean-d'Angély (2005).

### Vie privée
En 1960, âgée de 18 ans, Valérie Lagrange épouse le photographe Serge Beauvarlet, qui se suicide en 1964. De ce mariage naît Jérôme (1961-), lui-même père de Zachary (né en 1989), de Félix (né en 1996), de Lou (née en 2003), et de Sacha (née en 2005).
À la fin des années 1960, elle a comme compagnon l'acteur Jean-Pierre Kalfon.
Le 13 juin 2009, Valérie Lagrange épouse le musicien Ian Jelfs, son conjoint depuis de nombreuses années.

## Citations
- « Si, au lieu de croire en un hypothétique Dieu, les hommes avaient cru en eux-mêmes et s’étaient respectés, beaucoup de morts, de larmes et de souffrances leur auraient été épargnées.
Je ne crois pas en un Dieu, je crois en l’homme, en son incroyable pulsion de vie qui l’a projeté en si peu de temps si l’on considère les milliards d'années d’existence de la terre, des arbres où il vivait en se nourrissant de baies sauvages jusqu’aux lointaines planètes qu’il explore maintenant régulièrement.
Rien ne lui a été donné. Son combat pour la survie dans une nature hostile et cruelle où la loi de base est « tue pour ne pas être tué » a été âpre et douloureux.
Il faut lui pardonner sa barbarie et toutes ses erreurs. Il fait ce qu’il peut. Il est en devenir. Il s’améliore tout doucement.
On ne voit bien la montagne que lorsqu’on s’en éloigne.
Il faut apprendre le pardon.
Le pardon est notre grandeur, notre humanité, notre altitude, notre dignité, sans lui nous ne sommes que « naturels » et donc cruels[8]. »
- « Le profit, ce monstre insensible et cruel, est devenu la valeur phare sur notre planète. Il est en train de faire régresser notre dignité d’êtres humains vers la barbarie. Il génère de plus en plus de détresse, de misère, d’injustice et de haine à travers le monde au profit d’une minorité qui, elle, s’enrichit outrageusement chaque jour.
On préfère nous laisser croire que le problème crucial aujourd’hui en France est de porter le voile ou non à l’école, alors que chaque jour de nouveaux plans sociaux, qu’on a eu le cynisme absolu de qualifier de dégraissages, sont vécus, à tort, comme une fatalité par ceux qui n’ont pas à les subir, et qu’un million d’enfants, rien qu’en France, vivent sous le seuil de la pauvreté. Il semblerait que nos dirigeants aient oublié que le désespoir et la frustration des gens ne peuvent être contenus indéfiniment par la répression ou l’indifférence. Le mécontentement profond est comme l’eau : on peut le contenir par des barrages artificiels, mais le jour où la pression devient trop forte, les barrages cèdent, même les plus puissants.
Quand on ne respecte pas l’humain, l’histoire a toujours montré qu’il ne faut pas s’attendre à ce qu’il vous respecte.
Je nous en supplie, réveillons-nous. Ceci est un cri du cœur et rien d’autre[9]. »

## Filmographie

### Cinéma
- 1959 : La Jument verte de Claude Autant-Lara : Juliette Haudoin
- 1960 : Le Gigolo de Jacques Deray : Gilou
- 1960 : La Française et l'Amour, sketch La Virginité de Michel Boisrond : Ginette
- 1961 : Auguste de Pierre Chevalier : Françoise
- 1961 : Capitaine Morgan (Morgan il pirata) d'André de Toth : Dona Inez
- 1962 : Les Frères Corses (I Fratelli Corsi) d'Anton Giulio Majano : Édith
- 1963 : Les Bricoleurs de Jean Girault : Monica
- 1963 : La Salamandre d'or de Maurice Regamey : Anne de Guise
- 1963 : Dragées au poivre de Jacques Baratier : une stripteaseuse
- 1964 : La Ronde de Roger Vadim : l'amie de Rose
- 1964 : Un monsieur de compagnie de Philippe de Broca : Louisette
- 1964 : Hardi ! Pardaillan de Bernard Borderie : Bianca Farnese
- 1965 : Les Tribulations d'un Chinois en Chine de Philippe de Broca : Alice Ponchabert
- 1966 : Un homme et une femme de Claude Lelouch : Valérie Duroc
- 1966 : Mon amour, mon amour de Nadine Trintignant : Agathe
- 1967 : Un homme à abattre de Philippe Condroyer : Sandra
- 1967 : Week-end de Jean-Luc Godard : la femme du chef du FLSO
- 1968 : Les Idoles de Marc'O : Rosine
- 1968 : Un épais manteau de sang de José Bénazéraf : Valérie
- 1968 : Satyricon de Gian Luigi Polidoro : Tryphène
- 1969 : Money-Money de José Varela :
- 1970 : Le Lit de la Vierge de Philippe Garrel : la Vierge Marie / Marie-Madeleine
- 1970 : Intimità proibite di una giovane sposa d’Oscar Brazzi
- 1970 : Week-end pour Elena (Helena y Fernanda) de Julio Diamante (es) : Fernanda
- 1972 : La Vallée de Barbet Schroeder : Hermine
- 1975 : Le Chat et la Souris de Claude Lelouch : Manuelle
- 1976 : Le Bon et les Méchants de Claude Lelouch : Françoise
- 1976 : Visa de censure no X de Pierre Clémenti
- 1976 : Si c'était à refaire de Claude Lelouch :
- 1982 : Le Rose et le Blanc de Robert Pansard-Besson : Madame James
- 1989 : Mes nuits sont plus belles que vos jours d'Andrzej Żuławski : la mère de Blanche
- 1996 : Qu'est-ce que tu vas faire ?, court métrage de Pierre Linhart
- 2009 : Joueuse de Caroline Bottaro : Maria
- 2013 : Elle s'en va d'Emmanuelle Bercot : Miss de la Mayenne 1969

### Télévision
- 1963 : L'inspecteur Leclerc enquête, série télévisée de Mick Roussel, épisode La Chasse
- 1966 : Anatole, téléfilm de Jean Valère : Bianca
- 1969 : Coralba, série italienne de Daniele D'Anza
- 1976 : Les Enquêtes du commissaire Maigret, série, épisode : Les Scrupules de Maigret de Jean-Louis Muller : Gisèle
- 1991 : Le Voyageur (The Hitchhiker), série, épisode Homecoming

## Discographie

### 45 tours
- 1964 : Paris-Wellington, EP Philips
- 1965 : La Guerilla[2], EP Philips
- 1965 : Encore un jour de notre amour, EP Philips
- 1966 : Moitié ange-Moitié bête, EP Philips
- 1966 : Ce que je suis, EP Philips
- 1972 : I Love You So, S BYG Records
- 1977 : Si ma chanson pouvait, S EGG/Barclay
- 1980 : Faut plus me la faire / Sauve-moi, S Virgin
- 1980 : Haïr est si facile, S Virgin
- 1980 : À quoi tu sers, S Virgin
- 1981 : Chez moi, S Virgin
- 1981 : Toi, S Virgin
- 1983 : La Folie, S Virgin
- 1984 : On meurt tous d’amour, S Virgin
- 1985 : Animal sauvage, S Virgin
- 1986 : Rebelle, S Virgin

## Vidéographie sélective
- 2002 : La Vallée de Barbet Schroeder, DVD Zone 2, Warner Vision France
- 2003 : Un homme à abattre de Philippe Condroyer, DVD Zone 2, Seven 7
- 2003 : Un homme et une femme de Claude Lelouch, DVD Zone 2, Warner Home Vidéo
- 2005 : Les Frères Corses (I Fratelli Corsi) d'Anton Giulio Majano, DVD Zone 2, LCJ Éditions

## Distinctions
- 2003 : relais du prix René-Jeanne décerné jusqu'en 2009 par la SACEM ; ce prix du Comité du Cœur est un prix de solidarité, décerné chaque année à un sociétaire à titre de reconnaissance, d’encouragement et de soutien.
- 2004 : nomination dans la catégorie « Artiste interprète féminine de l'année » aux Victoires de la musique 19e édition

### Récit
- Valérie Lagrange, Une vie pour une autre, récit, Neuilly-sur-Seine, Éditions Michel Lafon, 2000  (ISBN 2-84098-540-3).

### Biographies
- Valérie Lagrange, Mémoires d'un temps où l'on s'aimait, autobiographie, Paris, Éditions Le Pré aux clercs, 2005  (ISBN 2-84228-207-8). Réédition par Le Mot et le Reste en 2017  (ISBN 9782360543885).
- Philippe Malidor, Besoin d'amour, 2007 Biographie (et analyse complète des chansons, y compris les inédites), téléchargeable gratuitement sur le site officiel Valerie lagrange.com Biographie.